# Нильрадикал
Нильрадикал коммутативного кольца — идеал, состоящий из всех его нильпотентных элементов.
Нильрадикал действительно является идеалом, поскольку сумма двух нильпотентных элементов нильпотентна (по формуле бинома Ньютона), как и произведение нильпотентного и произвольного элементов. Также нильрадикал можно охарактеризовать как пересечение всех простых идеалов кольца.
Если {\displaystyle R} — произвольное коммутативное кольцо, то факторкольцо по его нильрадикалу не содержит нильпотентных элементов.
Каждый максимальный идеал прост, поэтому радикал Джекобсона — пересечение всех максимальных идеалов — содержит нильрадикал. В случае артинова кольца они просто совпадают, при этом нильрадикал можно описать как максимальный нильпотентный идеал. В общем случае, если нильрадикал конечно порождён, то он нильпотентен.

## Некоммутативные обобщения
В некоммутативном случае можно выделить три способа обобщения понятия нильрадикала. Нижний нильрадикал некоммутативного кольца определяется как пересечение всех первичных идеалов. Верхний нильрадикал — как идеал, порожденный всеми нильпотентными идеалами. Радикал Левицкого по размеру находится между ними, и определяется как максимальный локально нильпотентный идеал. Если кольцо является нётеровым, все три определения совпадают.